# توماس ماكلير
توماس ماكلير (بالإنجليزية: Thomas Maclear)‏ (و. 1794 – 1879 م) هو عالم فلك من المملكة المتحدة . وكان عضواً في الجمعية الملكية .
توفي في كيب تاون، عن عمر يناهز 85 عاماً.

## جوائز
حصل على جوائز منها:
- زميل في الجمعية الملكية
- قلادة ملكية.